# マルクローエ
マルクローエ (Marklohe) は、ドイツ連邦共和国ニーダーザクセン州のニーンブルク/ヴェーザー郡に属す町村（以下、本項では便宜上「町」と記述する）であり、ザムトゲマインデ・ヴェーザー＝アウエの本部所在地である。

## 地理

### 位置
マルクローエはニーンブルク/ヴェーザーから5km離れたヴェーザー川対岸に位置する。この町はフェルデン (アラー)とミンデンのほぼ中間に当たる。マルクローエは、バルゲ、マルクローエ、ヴィーツェンで形成されるザムトゲマインデ・マルクローエの行政本部所在地である。
自治体マルクローエは首邑マルクローエの他に、隣接するレムケ、ヴォーレンハウゼン、約1.5km離れたオイレの各地区を含む。

## 歴史
この町は1931年に、それまでの「ローエ」から「マルクローエ」に改名した。マルクローエ (Marklohe) は、キリスト教化以前の古代ザクセン人の中心的集会であるマルクロー (Markloh) が、ここで開催されたとの推定に基づく。この推定が正しいかどうかは定かでない。

## 行政

### 議会
マルクローエの町議会は15議席からなる。

### 首長
コルト・キルヒマンは2021年にマルクローエの町長に選出された。

## 文化と見所

### 演劇
マルクローエには野外劇場がある。この劇場はアマチュア演劇サークルである Heimatspiele Marklohe e. V.（マルクローエ郷土劇団）によって運営されている。毎年夏には、ここで低地ドイツ語の作品が上演される。
冬にも郷土劇団は活動しており、マルクローエの旅館「フランク」やニーンブルク/ヴェーザーのホルンヴェルク劇場で演じている。

### 建築
12世紀に建造された聖クレメンス＝ロマヌス教会は彩色された内陣や装飾祭壇を有している。

## 経済と社会資本

### 交通
この町は、ニーンブルク/ヴェーザーからズーリンゲンへ至る連邦道B214号線およびニーンブルクとブレーメンとを結ぶB6号線に面している。

## 引用
1. ↑  Landesamt für Statistik Niedersachsen, LSN-Online Regionaldatenbank, Tabelle A100001G: Fortschreibung des Bevölkerungsstandes, Stand 31. Dezember 2023
2. ↑  “Einstimmig: Cord Kirchmann ist neuer Bürgermeister der Gemeinde Marklohe”. 2022年8月23日閲覧。